# Francesco Chicchi
Francesco Chicchi (n. Camaiore, 27 de novembro de 1980) é um exciclista profissional italiano.

## Palmarés
| 2002 (como amador) - La Popolarissima - Campeonato Mundial sub-23 - 1 etapa do Girobio 2006 - 1 etapa dos Três Dias de Flandres Ocidental - 1 etapa dos Quatro Dias de Dunquerque - 1 etapa da Volta à Grã-Bretanha 2007 - 1 etapa do Brescia Tour - 2 etapas da Volta à Dinamarca 2008 - 1 etapa da Tirreno-Adriático - 2 etapas da Settimana Coppi e Bartali - 1 etapa da Volta à Catalunha - 1 etapa do Volta à Eslovénia - 1 etapa do Tour de Misuri 2009 - 1 etapa do Tour Down Under - 1 etapa do Tour de Missouri 2010 - 1 etapa do Tour de San Luis - 2 etapas do Tour de Qatar - 1 etapa na Settimana Coppi e Bartali - 1 etapa do Volta a Califórnia - 1 etapa do Volta à Eslovénia - Grande Prêmio Cidade de Modena-Memorial Viviana Manservisi> | 2012 - 2 etapas do Tour de San Luis - 1 etapa dos Três Dias de Flandres Ocidental - Nokere Koerse - Handzame Classic 2013 - 2 etapas do Tour de Langkawi - Riga Grand Prix - Jurmala G. P. 2014 - 3 etapas da Volta à Venezuela 2015 - 1 etapa da Settimana Coppi e Bartali - 1 etapas da Volta à Venezuela 2016 - 1 etapa da Boucles de la Mayenne |

## Resultados em Grandes Voltas
Durante a sua carreira desportiva tem conseguido os seguintes postos nas Grandes Voltas:
| Carreira        | 2003 | 2004 | 2005 | 2006 | 2007 | 2008 | 2009 | 2010 | 2011 | 2012 | 2013 | 2014 | 2015 | 2016 |
| --------------- | ---- | ---- | ---- | ---- | ---- | ---- | ---- | ---- | ---- | ---- | ---- | ---- | ---- | ---- |
| Giro d'Italia   | -    | -    | -    | -    | -    | -    | -    | -    | Ab.  | Ab.  | Ab.  | Ab.  | -    | -    |
| Tour de France  | -    | -    | -    | -    | -    | Ab.  | -    | -    | -    | -    | -    | -    | -    | -    |
| Volta a Espanha | -    | -    | -    | -    | Ab.  | -    | -    | -    | -    | -    | -    | -    | -    | -    |

-: não participa

Ab.: abandono

## Equipas
- Fassa Bortolo (2003-2005)
- Quick Step (2006)
- Liquigas-Doimo (2007-2010)
- QuickStep (2011-2012)
  - QuickStep Cycling Team (2011)
  - Omega Pharma-QuickStep (2012)
- Vini Fantini/Neri Sottoli (2013-2014)
- Androni Giocattoli-Sidermec (2015-2016)